# Anders Georg Elfström
Anders Georg Elfström, född 1 april 1784 i Åby socken, död 26 augusti 1879 i Kalmar, var en svensk präst och riksdagsledamot.
Anders Georg Elfström var son till kyrkoherden och prosten i Mönsterås församling Fredrik Elfström. Han gick i skola i Kalmar och studerade därefter vid Uppsala universitet från 1803 och vid Lunds universitet från 1809. Han blev kollega i Kalmar 1812, filosofie magister i Lund 1814, konrektor i Kalmar 1816 och var vice rektor där 1819-1820. Efter prästvigning 1817 blev han kyrkoherde i Mönsterås 1818-1878, från 1828 som prost. 1831 blev Elfström teologie doktor i Uppsala. Han var ledamot av prästeståndet vid riksdagarna 1828-1829, 1834-1835 och 1844-1845. Därtill var han preses vid prästmötet 1836. Elfström var även kontraktsprost över Stranda kontrakt 1837-1863. Han blev 1836 ledamot av Nordstjärneorden.